# Konzentrationslager El-Agheila
Das KZ El-Agheila war ein italienisches Konzentrationslager bei El Agheila im damaligen Italienisch-Libyen. Es wurde im Januar 1930 errichtet, um wie weitere Lager die im Zweiten Italienisch-Libyschen Krieg unterworfenen und deportierten Bevölkerungsteile zu internieren und den Aufstand der Sanūsīya der Cyrenaika unter ihrem Anführer Umar al-Muchtar zu bekämpfen. In dem Lager waren 34.500 Menschen interniert und es starben 15.600 an den Folgen der schlechten Versorgung, der Folter, der schlechten hygienischen Bedingungen oder durch Exekutionen. Die Bewachungsmannschaft des Lagers bestand aus Esercito, Carabinieri, eritreischen Askari und einheimischen Kolonialpolizisten. Im Oktober 1932 wurde das Lager geräumt, die Überlebenden wurden in die Freiheit entlassen oder in das KZ Marsa al Brega oder nach El Nufilia verlegt.